# Merci Docteur Rey
Mercy Docteur Rey ist eine Filmkomödie von Andrew Litvack aus dem Jahr 2002.

## Handlung
Die Opern- und Theaterschauspielerin Elisabeth Beaumont ist eine Diva durch und durch. Sie macht ihren Mitmenschen mit ihren Starallüren mitunter das Leben zur Hölle. Über das Leben ihres Sohnes Thomas weiß sie indes kaum etwas, was vielleicht auch besser ist. Dieser vertreibt sich nämlich die Zeit in Nachtclubs mit anderen Männern, anstatt sich seinen Lebensunterhalt zu verdienen. Auf einer dieser Partys wird er Zeuge eines Mordes und anschließend in eine Dreiecksaffäre verwickelt.

## Hintergrund
Merci Docteur Rey ist der Debütfilm von Andrew Litvack, der bis dahin vor allem für die Synchronisation französischer Filme verantwortlich gezeichnet hat.
Der Film wurde auf mehreren Filmfestivals gezeigt, unter anderem 2002 beim Mill Valley Film Festival und beim Cleveland International Film Festival.
2004 wurde er auf DVD veröffentlicht.

## Kritiken
Die Komödie erhielt gemischte Kritiken. Während die Darsteller meist für ihre überzeugenden Leistungen gelobt wurden, kam der Film selbst eher schlecht weg. So heißt es zum Beispiel, er sei klamaukartig und würde an vielen Stellen stocken; von anderer Seite sogar, seine Ambitionen, gleichzeitig hochgeistige Farce und nüchterner Krimi zu sein, explodierten in einem unüberschaubaren Durcheinander.